# Дмитровский укрупнённый сельский район
Дмитровский укрупнённый сельский район — административно-территориальная единица в составе Московской области РСФСР в 1963—1965 гг.
Район был образован в соответствии с объединённым решением исполнительных комитетов промышленного и сельского областных Советов от 30 декабря 1962 года и утверждён указом Президиума Верховного совета РСФСР от 1 февраля 1963 года, а его состав и административно-территориальное деление определены объединённым решением промышленного и сельского исполкомов области от 27 апреля 1963 года. Дмитровский укрупнённый сельский район стал одним из 12 укрупнённых сельских районов, образованных в новых границах вместо 34 упразднённых районов Московской области.
В состав района вошли сельские территории 35 сельских советов трёх упразднённых районов — Дмитровского, Солнечногорского и Талдомского. Административным центром стал город Дмитров.
Таким образом, в Дмитровский укрупнённый сельский район были включены:
- Больше-Рогачёвский, Внуковский, Гришинский, Дядьковский, Ильинский, Костинский, Кузяевский, Куликовский, Кульпинский, Настасьинский, Орудьевский, Подъячевский, Покровский, Синьковский, Слободищевский, Целеевский и Якотский сельсоветы из Дмитровского района;
- Белорастовский, Габовский и Каменский сельсоветы из Солнечногорского района;
- Великодворский, Глиньковский, Гуслевский, Дутшевский, Ермолинский, Игумновский, Квашёнковский, Николо-Кропоткинский, Озёрский, Павловический, Припущаевский, Раменский, Сотсковский, Спасский и Юдинский сельсоветы из Талдомского района.

Также был восстановлен Спас-Каменский сельсовет, в который вошли выведенные из административного подчинения рабочему посёлку Икша деревни Базарово, Ермолино, Спас-Каменка, Тефаново, Хорошилово и посёлок Ермолино (стал административным центром). В том же году сельсовет был ликвидирован, а его территория передана Белорастовскому сельсовету.
В конце 1964 года разделение органов управления по производственному принципу было признано нецелесообразным и указом Президиума Верховного совета РСФСР от 21 ноября и исполняющим его решением Мособлисполкома от 11 января 1965 года все укрупнённые сельские районы Московской области были упразднены и восстановлены обычные районы, в частности Дмитровский, Солнечногорский и Талдомский на территории Дмитровского укрупнённого сельского района.